# قسمت‌های به سمت… (مرد خانواده)

استووی و برایان در قسمت به سوی اروپا

قسمت‌های به سوی ... (به انگلیسی: Road to... episodes) قسمت‌هایی از سریال مرد خانواده هستند که راجع به یک سفر می‌باشند. نام این قسمت‌ها از فیلم‌های هفت‌گانهٔ به سوی... با بازی دوروتی لیمر، باب هپ و بینگ کرازبی گرفته شده‌است. در این قسمت‌ها، معمولاً استووی و برایان در جایی فراطبیعی و ناآشنا با شهر کوهاگ حضور می‌یابند. در این قسمت‌ها، از موسیقی فیلم‌های معروف، علامت‌های تجاری استفاده می‌شود و در برخی صحنه‌ها از فیلم‌های علمی-تخیلی و فانتزی دیگر تقلید می‌شود.

## قسمت‌ها
| # (فصل#) | قسمت (اپیزود#) | نام اپیزود         | کارگردان    | نویسنده/نویسندگان       | تاریخ پخش       |
| -------- | -------------- | ------------------ | ----------- | ----------------------- | --------------- |
| ۱ (۲)    | ۲۰ (۱۳)        | به سوی رودآیلند    | دن پاونمیر  | گری جنتی                | ۳۰ مه ۲۰۰۰      |
| ۲ (۳)    | ۴۸ (۲۰)        | به سوی اروپا       | دن پاونمیر  | دنیل پالادینو           | ۷ فوریه ۲۰۰۲    |
| ۳ (۵)    | ۸۹ (۹)         | به سوی روپرت       | دن پاونمیر  | پاتریک میگان            | ۲۸ ژانویه ۲۰۰۷  |
| ۴ (۷)    | ۱۱۳ (۳)        | به سوی آلمان       | گریگ کولتون | پاتریک میگان            | ۱۹ اکتبر ۲۰۰۸   |
| ۵ (۸)    | ۱۲۷ (۱)        | به سوی دنیای مجازی | گریگ کولتون | ولزلی وایلد             | ۲۷ سپتامبر ۲۰۰۹ |
| ۶ (۹)    | ۱۵۴ (۷/۸)      | به سوی قطب شمال    | گریگ کولتون | دنی اسمیت و کریس شریدان | ۱۲ دسامبر ۲۰۱۰  |
| ۷ (۱۱)   | ۲۰۹ (۲۱)       | به سوی وگاس        | گریگ کولتون | استیو کالاگان           | ۱۹ مه ۲۰۱۳      |